# 莱芜西站
莱芜西站，位于中国山东省济南市莱芜区张家洼街道大芹村南头、辛泰铁路上，建于1973年，现已停用，曾为济南铁路局兖州车务段管辖的四等站。辛泰铁路电气化之前，本站停靠一对客运列车7053/4次；改造后莱芜西站不再提供客运，该车次经过但不停本站。